# Lučelnica
 Lučelnica  falu Horvátországban Zágráb megyében. Közigazgatásilag Pisarovinához tartozik.

## Fekvése
Zágráb központjától 24 km-re délnyugatra, községközpontjától 4 km-re északkeletre a Vukomerići dombok között fekszik.

## Története
A település első írásos említése 1256-ban történt. Régen valószínűleg itt vezetett le a Kulpa völgyébe haladó ősi hegyi út. 
A falunak 1857-ben 330, 1910-ben 574 lakosa volt. Trianon előtt Zágráb vármegye Pisarovinai járásához tartozott. 2001-ben a falunak 332 lakosa volt.

## Lakosság
| Lakosság változása | Lakosság változása | Lakosság változása | Lakosság változása | Lakosság változása | Lakosság változása | Lakosság változása | Lakosság változása | Lakosság változása | Lakosság változása | Lakosság változása | Lakosság változása | Lakosság változása | Lakosság változása | Lakosság változása |
| ------------------ | ------------------ | ------------------ | ------------------ | ------------------ | ------------------ | ------------------ | ------------------ | ------------------ | ------------------ | ------------------ | ------------------ | ------------------ | ------------------ | ------------------ |
| 1857               | 1869               | 1880               | 1890               | 1900               | 1910               | 1921               | 1931               | 1948               | 1953               | 1961               | 1971               | 1981               | 1991               | 2001               |
| 330                | 416                | 434                | 510                | 578                | 574                | 562                | 664                | 661                | 630                | 577                | 507                | 451                | 402                | 332                |

## Nevezetességei
- A Szentlélek tiszteletére szentelt fakápolnája.[3] A 19. századi fatemplom egyhajós épület, téglalap alaprajzú, sokszög záródású szentéllyel és sekrestyével. A főhomlokzaton sekély, nyitott előcsarnokot alakítottak ki, felül harangtoronnyal. A belső teret fából készült mennyezet borítja. Az 1749-ből származó népi barokk oltára Isten Anyja megkoronázásának képével a berendezés legértékesebb része. A templom Pisarovina környékének egyik legfontosabb fatemploma.
- A faluban áll egy 1892-ben épített zsúptetős ház, mely a mai napig egy népművész mester lakóháza.